# العلاقات البيلاروسية القرغيزستانية
العلاقات البيلاروسية القيرغيزستانية هي العلاقات الثنائية التي تجمع بين روسيا البيضاء وقيرغيزستان.

## مقارنة بين البلدين
هذه مقارنة عامة ومرجعية للدولتين:
| وجه المقارنة                                              | روسيا البيضاء                    | قيرغيزستان                      |
| --------------------------------------------------------- | -------------------------------- | ------------------------------- |
| المساحة (كم2)                                             | 207.60 ألف                       | 199.95 ألف                      |
| عدد السكان (نسمة)                                         | 9.50 مليون                       | 6.20 مليون                      |
| الكثافة السكانية (ن./كم²)                                 | 45.76                            | 31.01                           |
| العاصمة                                                   | مينسك                            | بيشكك                           |
| اللغة الرسمية                                             | اللغة البيلاروسية، اللغة الروسية | اللغة الروسية، اللغة القيرغيزية |
| العملة                                                    | روبل بلاروسي                     | سوم قيرغيزستاني                 |
| الناتج المحلي الإجمالي (بليون دولار)                      | 54.44 مليار                      | 7.56 مليار                      |
| الناتج المحلي الإجمالي (تعادل القوة الشرائية) بليون دولار | 168.35 مليار                     | 20.45 مليار                     |
| الناتج المحلي الإجمالي الاسمي للفرد دولار أمريكي          | 5.74 ألف                         | 1.10 ألف                        |
| الناتج المحلي الإجمالي للفرد دولار أمريكي                 | 18.18 ألف                        |                                 |
| مؤشر التنمية البشرية                                      | 0.798                            | 0.655                           |
| رمز المكالمات الدولي                                      | +375                             | +996                            |
| رمز الإنترنت                                              | .by، .бел                        | .kg                             |
| المنطقة الزمنية                                           | ت ع م+03:00                      | ت ع م+06:00                     |

## منظمات دولية مشتركة
يشترك البلدان في عضوية مجموعة من المنظمات الدولية، منها:
| علم المنظمة | اسم المنظمة                        | تاريخ انضمام روسيا البيضاء | تاريخ انضمام قيرغيزستان |
| ----------- | ---------------------------------- | -------------------------- | ----------------------- |
|             | اتفاقية السماوات المفتوحة          | ?                          | ?                       |
|             | منظمة الأمن والتعاون في أوروبا     | 30 يناير 1992              | 30 يناير 1992           |
|             | مؤسسة التمويل الدولية              | 2 نوفمبر 1992              | 11 فبراير 1993          |
|             | منظمة حظر الأسلحة الكيميائية       | ?                          | ?                       |
|             | الأمم المتحدة                      | 24 أكتوبر 1945             | 2 مارس 1992             |
|             | الاتحاد الدولي للاتصالات           | 7 مايو 1947                | 20 يناير 1994           |
|             | منظمة الشرطة الجنائية الدولية      | ?                          | ?                       |
|             | البنك الدولي للإنشاء والتعمير      | 10 يوليو 1992              | 18 سبتمبر 1992          |
|             | الاتحاد البريدي العالمي            | ?                          | ?                       |
|             | وكالة ضمان الاستثمار متعدد الأطراف | 3 ديسمبر 1992              | 21 سبتمبر 1993          |
|             | يونسكو                             | 12 مايو 1954               | 2 يونيو 1992            |

## وصلات خارجية
- موقع وزارة الخارجية البيلاروسية